# Рощупкин, Александр Мефодиевич
Александр Мефодиевич Рощупкин (28 ноября 1929, село Верхне-Чуфичево Старооскольского района, теперь Белгородская область, Россия — 11 марта 2006, Симферополь) — советский партийный деятель. Депутат Верховного Совета УССР 10-11-го созывов. Кандидат в члены ЦК КПУ в 1981—1986 годах. Член ЦК КПУ в 1986—1990 годах.

## Биография
В 1947 году окончил Старооскольский геологоразведочный техникум. В 1952 году окончил Харьковский политехнический институт имени Ленина.
В 1952—1954 годах — дежурный инженер-диспетчер оперативной службы района электросетей «Крымэнерго» в городе Севастополе.
В 1954 году вступил в КПСС.
В 1954—1955 годах — 2-й секретарь Корабельного районного комитета ЛКСМУ города Севастополя. В 1955—1958 г. — 2-й секретарь Севастопольского городского комитета ЛКСМУ. В 1958—1959 годах — 1-й секретарь Севастопольского городского комитета ЛКСМУ.
В 1959—1961 г. — начальник Севастопольского отделения энергосбыта районного управления «Крымэнерго».
В 1961—1963 годах — 2-й секретарь Нахимовского районного комитета КПУ города Севастополя.
В 1963 — декабре 1964 г. — заведующий отделом партийных органов Крымского промышленного областного комитета КПУ. В декабре 1964—1970 г. — заведующий промышленным отделом Крымского областного комитета КПУ.
В 1970 — январе 1972 г. — инспектор ЦК КПУ.
В январе 1972 — ноябре 1978 г. — секретарь Крымского областного комитета КПУ.
В ноябре 1978 — апреле 1985 г. — 2-й секретарь Крымского областного комитета КПУ.
13 апреля 1985 — 27 декабря 1989 г. — председатель исполнительного комитета Крымского областного совета народных депутатов.
С декабря 1989 — на пенсии.

## Награды и звания
- три ордена
- медали
- Почётный крымчанин (1999)[1]
- Заслуженный строитель Автономной Республики Крым (2000)[2]
- Почётная грамота Президиума Верховной Рады Автономной Республики Крым (1998)[3]